# گوهرمرغ سینه‌ارغوانی
گوهرمرغ سینه‌ارغوانی (نام علمی: Cotinga cotinga) نام یک گونه از تیره گوهرمرغان است.